# Разрушение культурного наследия во время вторжения России на Украину (с 2022)
Разрушение культурного наследия во время вторжения на Украину происходит с 24 февраля 2022 года, когда началась одна из наиболее масштабных войн в Европе со времён Второй мировой войны.
В ходе боевых действий многие объекты культурного наследия Украины были уничтожены, повреждены или оказались под угрозой из-за масштабных разрушений в разных регионах страны.

## Усилия по сохранению

### Внутренние

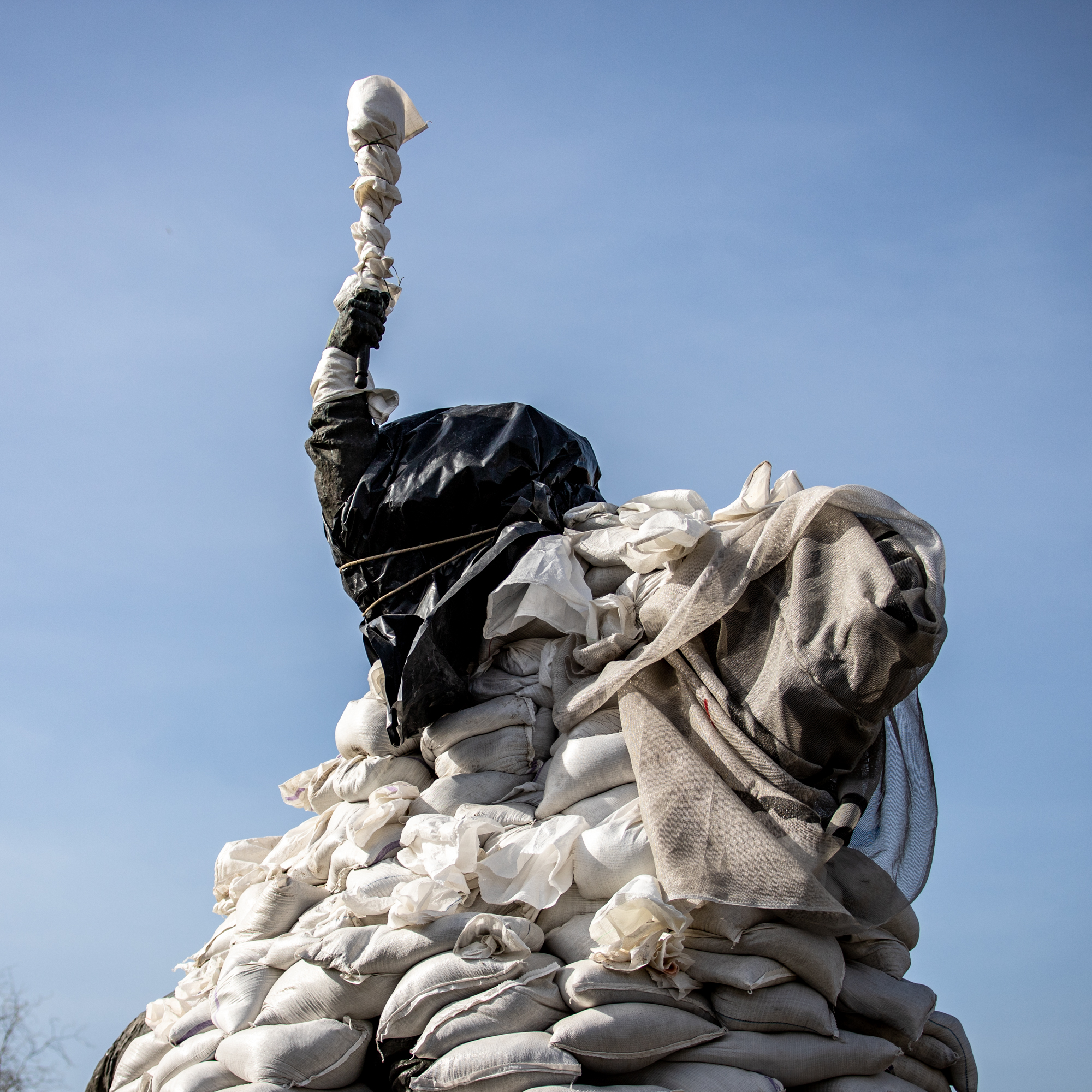
Памятник гетману Сагайдачному в Киеве, защищённый мешками с песком

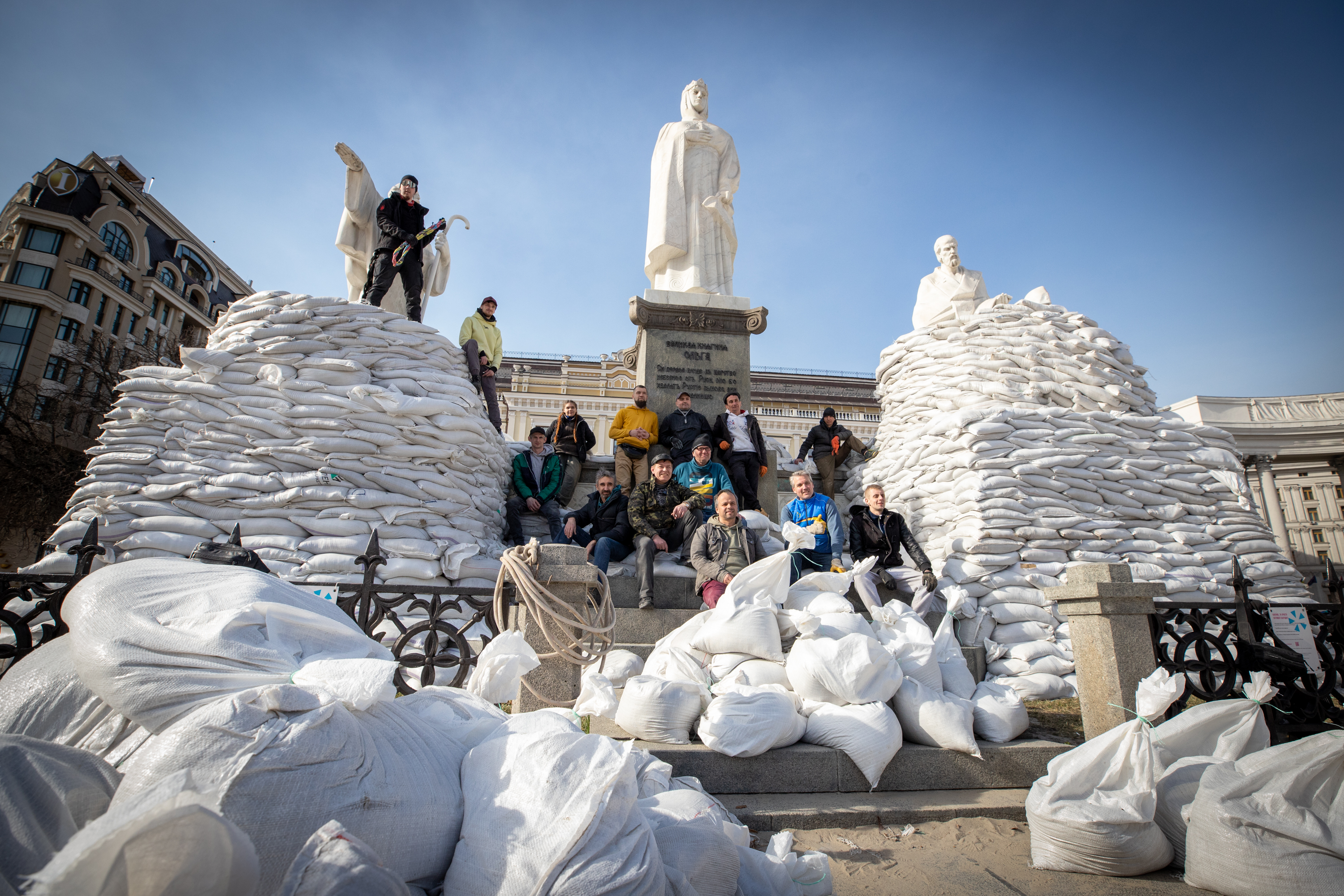
Горожане обкладывают мешками памятник княгине Ольге

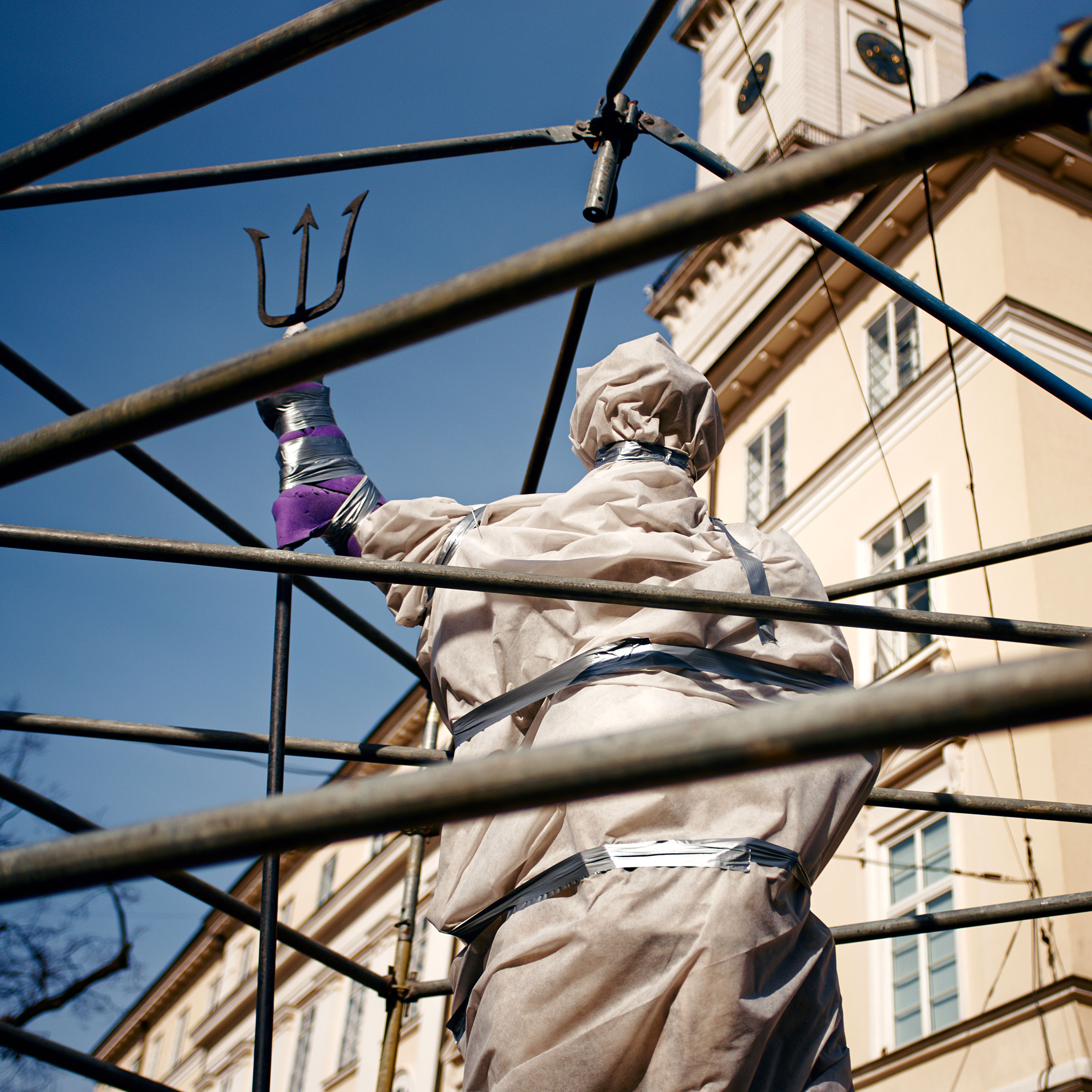
Статуя Нептуна во Львове

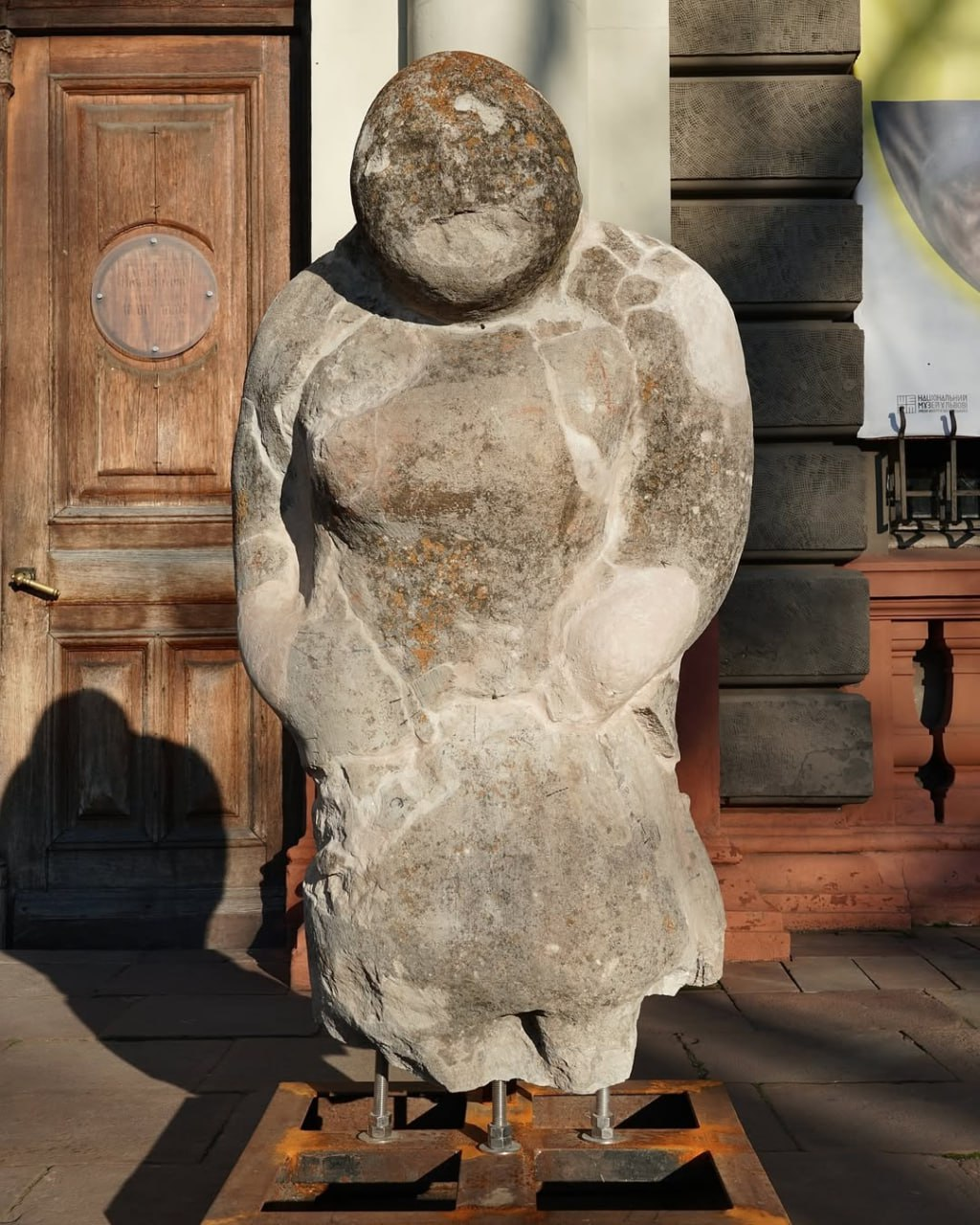
Половецкая каменная баба с кургана Сторожевая могила в Донецкой области, разбитая российскими обстрелами и восстановленная в мастерских Львова

Ещё в начале войны некоторые из ведущих музеев страны переместили свои экспонаты в места, расположение которых не разглашается. Так, директор Национального музея истории Украины в Киеве Фёдор Андрощук сообщил, что четыре музея в Виннице, Житомире, Сумах и Чернигове убрали из экспозиции и поместили под защиту свои основные экспонаты, причём музей в Виннице частично был использован как жильё для переселенцев. Коллектив художников «Ассортиментная комната», базирующийся в Ивано-Франковском центре современного искусства, обустроил несколько укрытий и за первые 10 дней войны эвакуировал туда более 20 коллекций произведений искусства. Запросы на эвакуацию приходили коллективу от галерей Киева, Мариуполя, Одессы, Запорожья и других городов. Многие из объектов культурного наследия, защищаемых от российского вторжения, — это объекты русской культуры.
Особенно актуальна эвакуация объектов культурного наследия из прифронтовых регионов. В феврале 2025 года Министерство культуры Украины сообщило, что эвакуационные мероприятия провели в 59 учреждениях культуры прифронтовых областей, эвакуировав более 540 тысяч предметов Музейного фонда Украины. Впрочем, по данным украинских деятелей культуры, это менее 10 % полного количества. Так, незадолго до уничтожения здания Гуляйпольского краеведческого музея его собрание было эвакуировано в Запорожский областной краеведческий музей, а музейные предметы последнего вывозились в ещё более безопасные места.
Многие недвижимые памятники в разных городах защищают, обкладывая мешками с песком или заворачивая в различные материалы. В Киеве по состоянию на середину апреля силами предпринимателей, общественности и волонтёров таким образом защитили около 28 памятников. Во Львове часть объектов исторического наследия демонтировали и переместили в укрытия, а памятники, статуи, фонтаны и церковные витражи, которые нельзя было демонтировать, защитили деревянными конструкциями и заворачиванием в пластик или другие материалы.
28 марта было объявлено, что Министерство цифровой трансформации запускает «NFT-музей метаистории» для сохранения памяти про военные события и сбора средств для восстановления культурных объектов. В рамках проекта продаются NFT-токены, связанные с произведениями искусства и различными касающимися войны цифровыми объектами (например, твитами). К 1 апреля было собрано около 600 тыс. $.

### Международные
Вскоре после вторжения ЮНЕСКО объявила, что работает над тем, чтобы отметить ключевые исторические памятники и места по всей стране эмблемой Гаагской конвенции 1954 года, международно признанным символом защиты культурного наследия во время вооруженного конфликта. Организация также будет работать с директорами музеев страны, чтобы координировать усилия по защите коллекций и отслеживать ущерб культурным объектам с помощью спутниковой съёмки.
Учреждения культуры в Польше предложили помощь через Комитет помощи музеям Украины, который был создан вскоре после вторжения. Комитет предложил поддержку всем музеям и учреждениям культуры в Украине для поддержки и защиты их коллекций, а также документирования, оцифровки и инвентаризации коллекций. Европейские организации делают значительный вклад в защиту, в частности, львовских памятников (так, из Польши в город отправили 2 вагона защитных материалов, часть из которых распределена по другим городам).
Международные организации, работающие в области искусства, такие как Art Loss Register, регистрируют объекты культурного наследия, вывезенные российскими войсками из украинских музеев, чтобы иметь возможность препятствовать их незаконному обороту.

## Нанесённый ущерб
По состоянию на 25 июня 2025 года ЮНЕСКО подтверждает уничтожение или повреждение войной 501 объекта культурного наследия Украины: 262 зданий исторического и культурного значения, 151 религиозного сооружения, 34 музеев, 33 памятников, 18 библиотек, 2 археологических объектов и 1 архива (список неполон, так как включены только случаи, подтверждённые множественными надёжными источниками, в том числе спутниковыми снимками, и не включены случаи поверхностных повреждений, таких как выбитые двери и окна). При определении объектов культурного наследия и степени их разрушения ЮНЕСКО руководствуется Гаагской конвенцией 1954 года. Обстрелами были повреждены, среди прочего, здания в буферных зонах исторических центров Львова и Одессы — объектов всемирного наследия ЮНЕСКО.
Министерство культуры и информационной политики Украины по состоянию на февраль 2025 года насчитывало 1390 повреждённых и уничтоженных памятников культурного наследия. 9 января 2024 года, когда их насчитывалось 872, среди них было 279 памятников архитектуры, 255 — архитектуры и градостроительства, 203 — истории, 38 — архитектуры и истории. 120 пострадавших объектов имеют статус памятника национального значения, 682 — местного значения, 70 — вновь выявленных. 23 памятника были уничтожены полностью, 672 — частично повреждены, а объём повреждений 177 объектов ещё устанавливался. По состоянию на 3 ноября 2022 года (когда повреждённых объектов, по данным министерства, было 564), среди них насчитывалось 178 религиозных объектов, 165 старинных зданий, 83 театра и дома культуры, 47 памятников, 37 библиотек, 37 музеев и 12 других объектов. 12 августа 2022 года министерство сообщало, что собрания 21 библиотеки были уничтожены полностью, а 101 — значительной частью. Уничтожены, среди прочего, не менее 7 братских могил советских солдат, погибших в Великой Отечественной войне. Всего, по данным Минкульта Украины на февраль 2025 года, полностью уничтожены 409 объектов культуры.
Ущерб, нанесённый культурному наследию Украины за первый год войны, ЮНЕСКО оценила в 2,6 млрд долларов, а с учётом потерь доходов в сферах культуры, искусства и туризма — около 15,2 млрд долларов. После двух лет войны ЮНЕСКО оценивает стоимость разрушенных культурных ценностей почти в 3,5 миллиарда долларов, а потери доходов украинского сектора культуры и туризма — более чем в 19 миллиардов долларов. По оценке ЮНЕСКО, для восстановления культурных объектов и туристической индустрии в культурный сектор Украины в течение следующих 10 лет нужно будет инвестировать около 9 миллиардов долларов.
30 % разрушений объектов культуры приходятся на Харьковскую область, ещё 30 % — на Донецкую с Луганской.

### Музеи

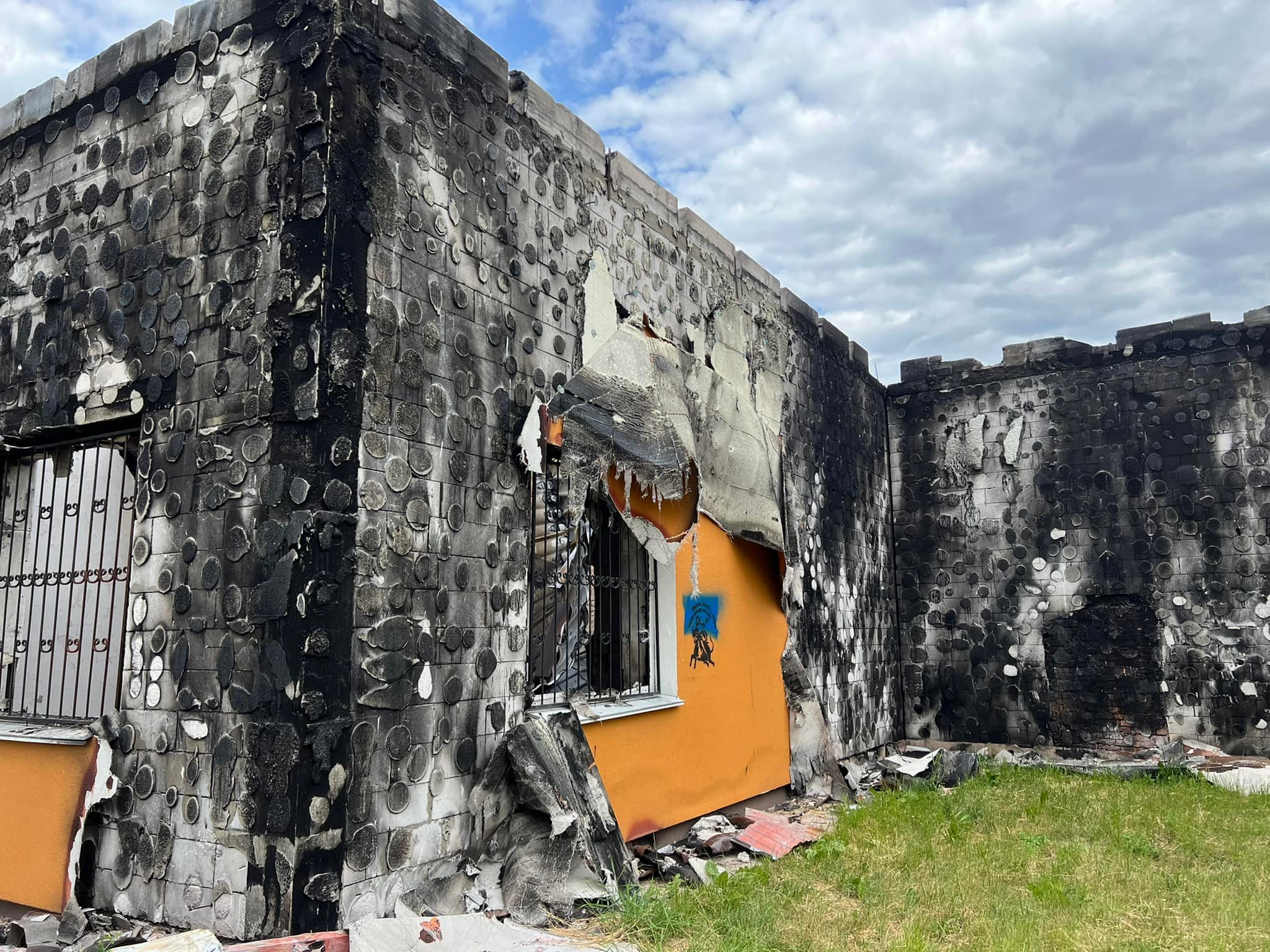
Руины Иванковского историко-краеведческого музея

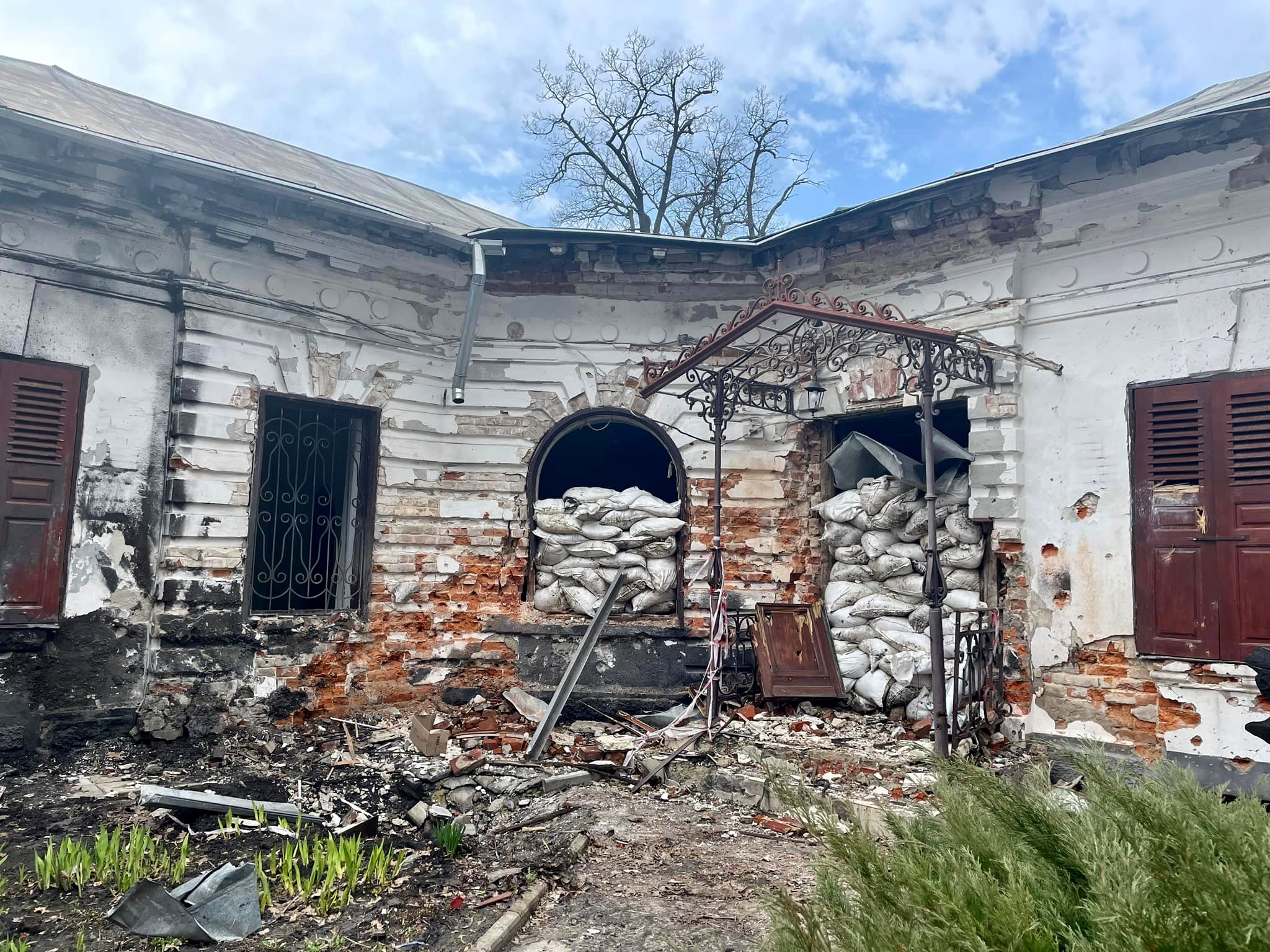
Тростянецкий краеведческий музей в усадьбе князя Голицына после вторжения

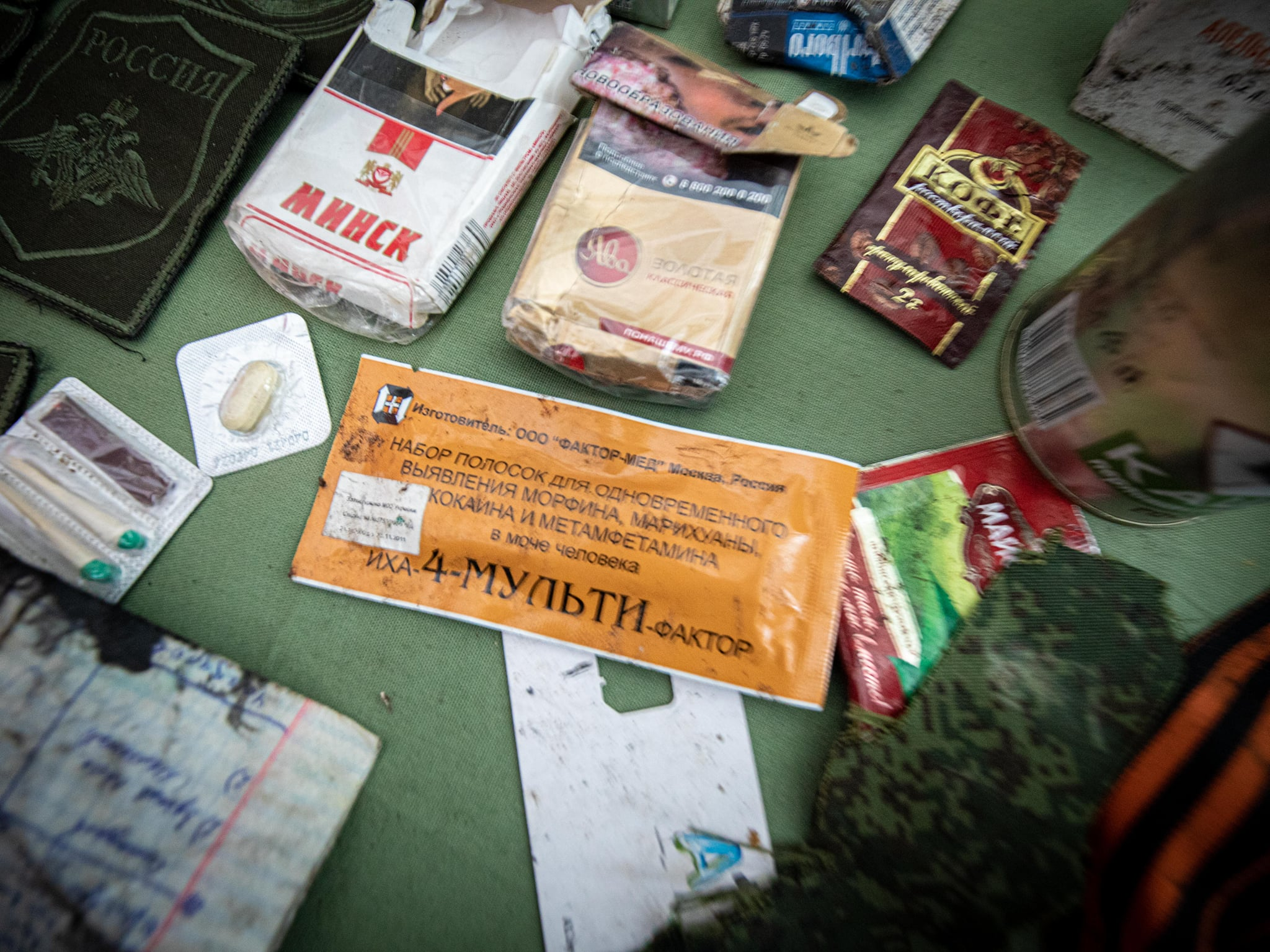
Мусор, оставленный российскими войсками в музее «Звезда Полынь» во время оккупации Чернобыля (фото ГСЧС Украины, 27 апреля 2022)

25 февраля 2022 года Иванковский историко-краеведческий музей в Киевской области сгорел дотла после российской бомбардировки. В музее были, среди прочего, произведения народного творчества, в том числе картины Марии Примаченко и текстильные изделия Анны Верес. Часть экспонатов местные жители спасли из горящего здания. Количество уничтоженных работ пока неизвестно.
1 марта обстрелом был повреждён музей при Мемориальном центре Холокоста «Бабий Яр» (см. ниже).
2 марта бомбовым авиаударом был частично разрушен краеведческий музей Бородянки в Киевской области.
6 марта при обстреле Чернигова были повреждены литературно-мемориальный музей-заповедник М. М. Коцюбинского и областной художественный музей.
7 марта была обстреляна и разграблена усадьба «Васильевка» в Запорожской области.
8 марта и в последующие дни в Тростянце Сумской области были разрушены и повреждены некоторые здания музейно-выставочного центра «Тростянецкий», расположенного в здании усадьбы XVIII—XIX веков. Ранее пострадал относящийся к той же усадьбе Круглый двор, где, по словам главы Сумской ОГА Дмитрия Живицкого, российские военные снесли танком ворота и повредили соседнюю картинную галерею.
9 марта был разрушен краеведческий музей в Ахтырке Сумской области, здание которого является памятником архитектуры.
13 марта обстрел повредил фасад и часть экспозиции Черниговского военно-исторического музея.
14 марта при обстреле села Новые Петровцы Киевской области был повреждён Национальный музей-заповедник «Битва за Киев в 1943 году».
21 марта был уничтожен авиаударом художественный музей имени Куинджи в Мариуполе. Оригиналов картин Архипа Куинджи в музее в это время не было, но были работы других художников, в том числе Ивана Айвазовского.
В тот же день бомбардировкой был уничтожен мариупольский частный Музей ретрокомпьютеров, содержавший более 500 образцов компьютерной техники начиная с 1950-х годов.
Мариупольский краеведческий музей был почти полностью уничтожен бомбардировками. Многие экспонаты частично или полностью сгорели.

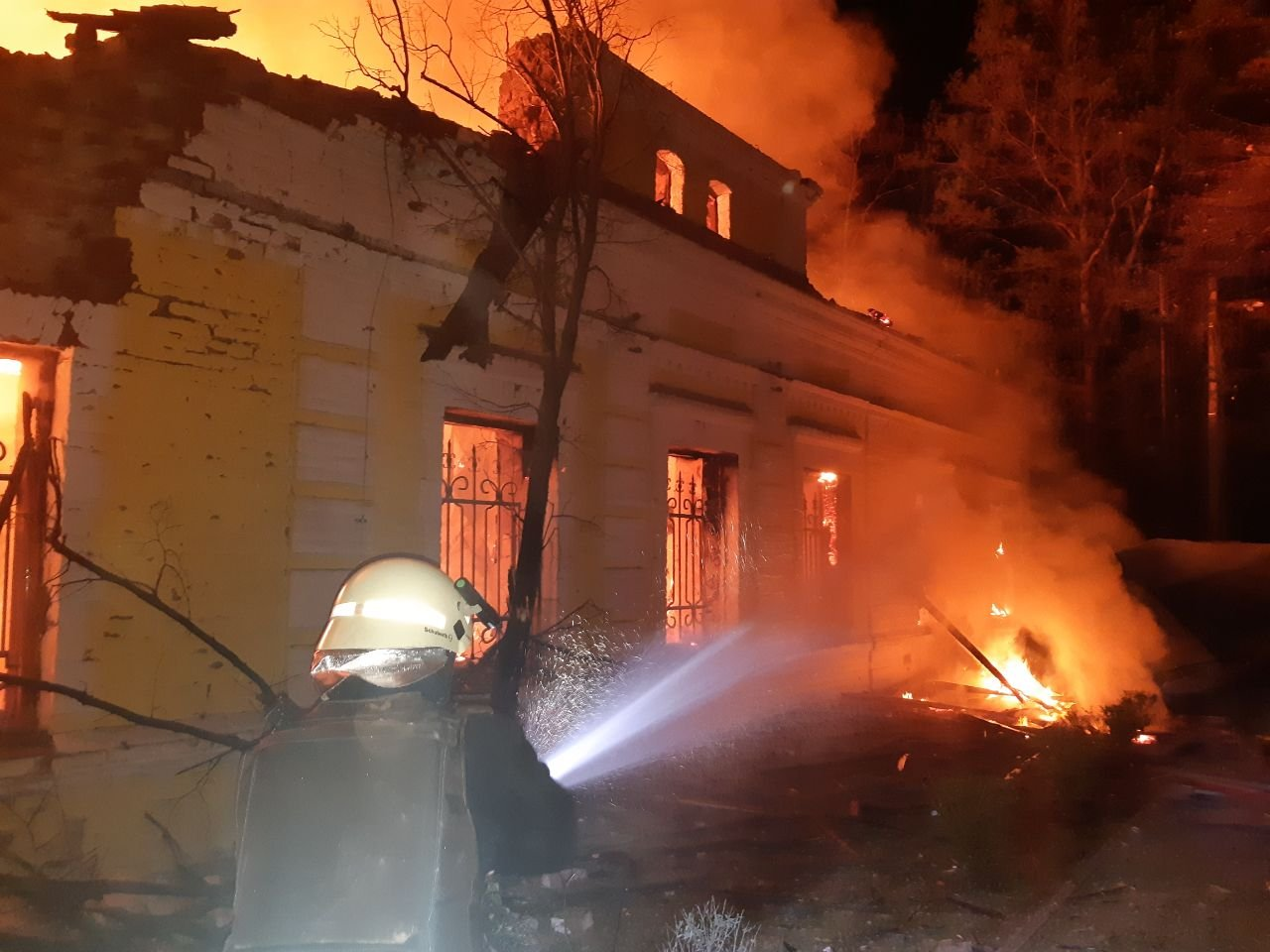
Музей Григория Сковороды после обстрела 6 мая 2022

В ночь с 6 на 7 мая вследствие российского обстрела сгорел Литературно-мемориальный музей Григория Сковороды в селе Сковородиновка Харьковской области. Самые ценные экспонаты были заблаговременно эвакуированы.
Ракетный удар по центру Киева 10 октября 2022 года повредил Педагогический музей и выбил окна в музее искусств имени Богдана и Варвары Ханенко, музее Тараса Шевченко, музее Николая Бажана, музее Павла Тычины, Музее истории Киева, Киевской картинной галерее, Национальном научно-природоведческом музее НАН Украины и научно-исследовательском реставрационном центре. Кроме того, пострадали национальная филармония, здания Киевского национального университета и жилые дома — памятники архитектуры XIX века.

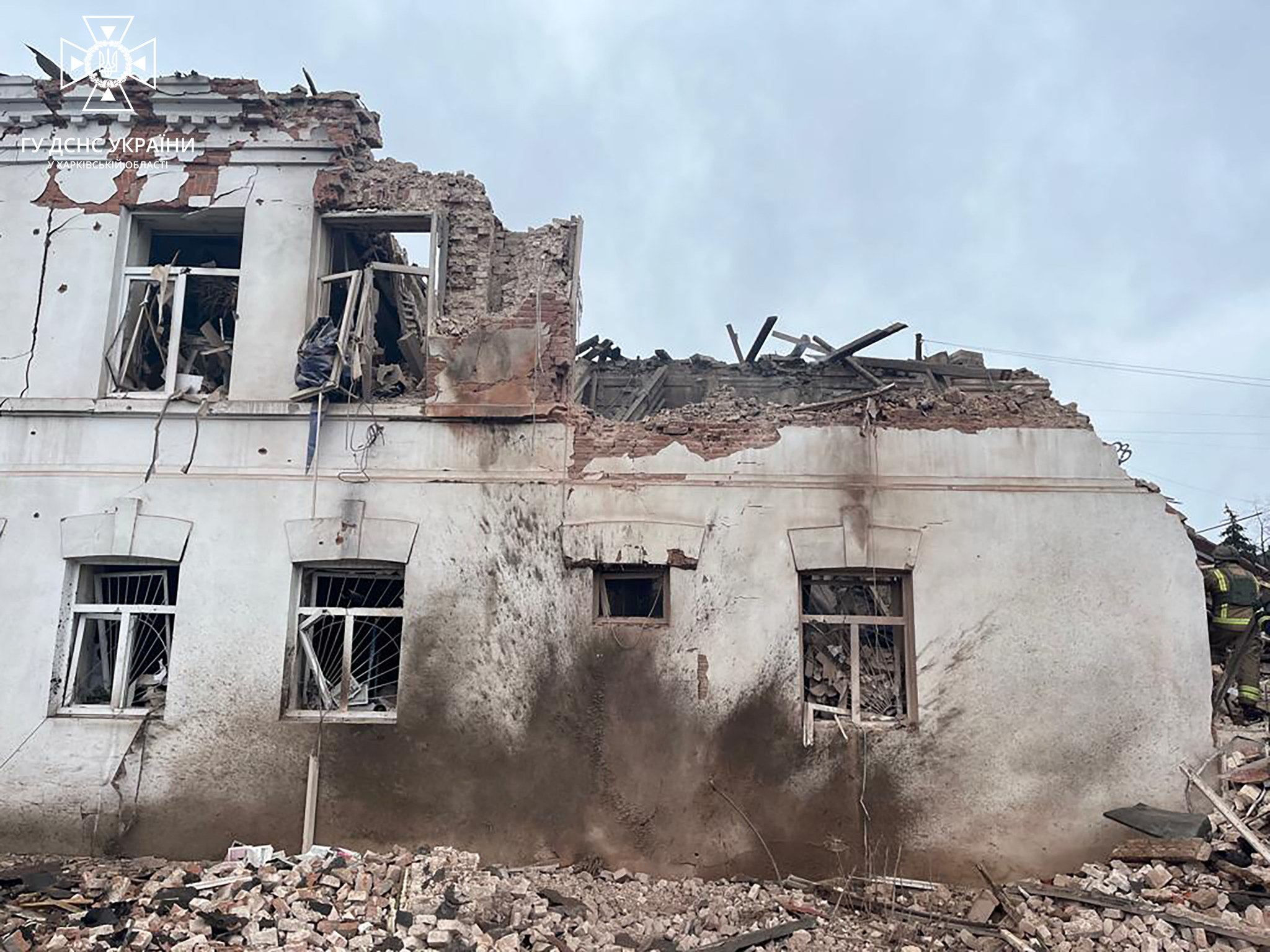
Купянский краеведческий музей после ракетных ударов 25 апреля 2023

25 апреля 2023 года российскими ракетами С-300 был разрушен Купянский краеведческий музей. Два человека погибли и 10 получили ранения.
20 июля 2023 года при обстреле Одессы были повреждены археологический, морской и литературный музеи. Обстрелом 5 ноября 2023 года повреждён Одесский национальный художественный музей.
В ночь на 24 августа 2024 года от попадания российского снаряда сгорело здание Гуляйпольского краеведческого музея (экспонаты к тому времени были эвакуированы). До этого в здание было ещё три попадания.
Уничтожено также неизвестное количество маленьких музеев при различных учреждениях.

### Кража музейных ценностей
Во время вторжения Россия похитила и вывезла с оккупированных территорий Украины десятки тысяч музейных ценностей, что является, по международным законам, военным преступлением. Кража экспонатов культурного достояния, принадлежащего Украине, проводилась под видом организации выездных выставок и «спасения» из небезопасных районов.

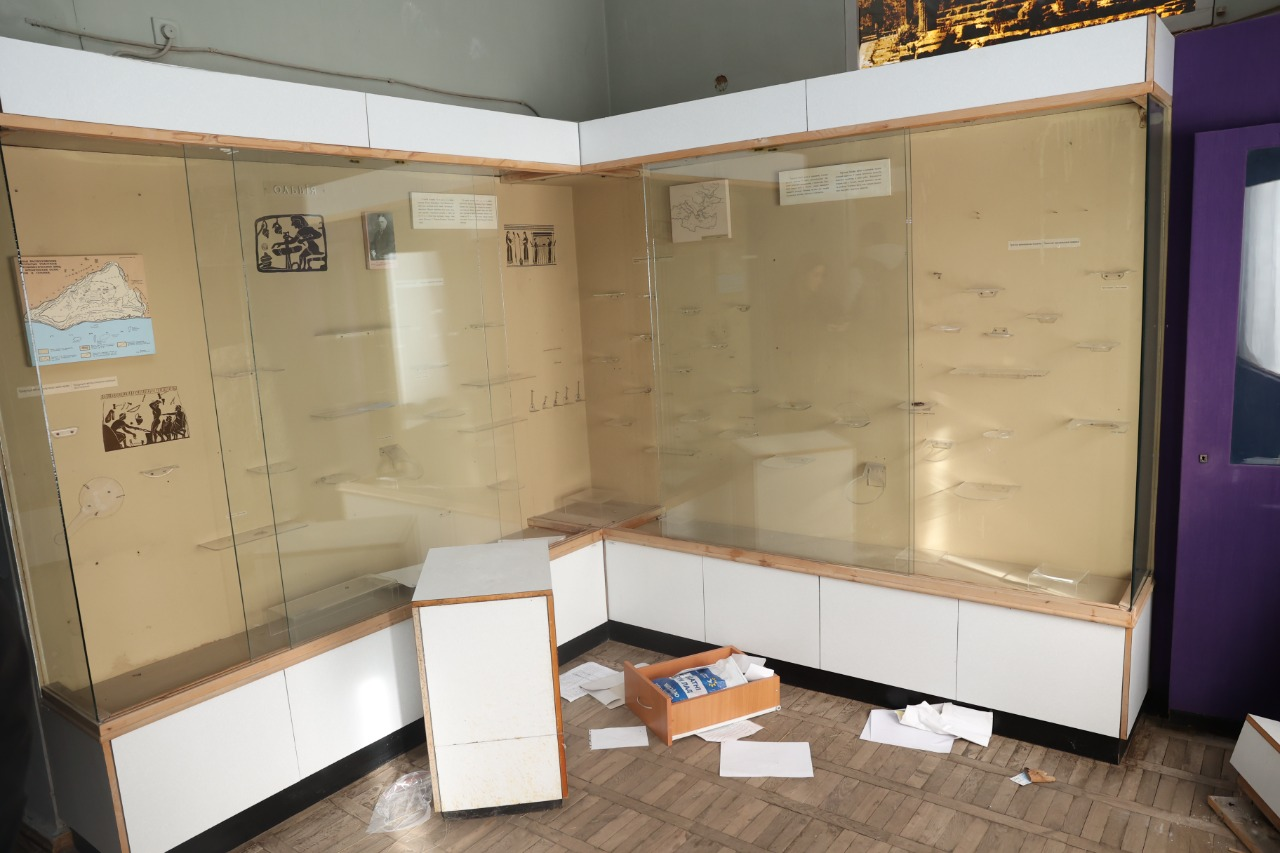
Разграбленный Херсонский областной краеведческий музей

В октябре 2022 года министр культуры Украины Александр Ткаченко сообщил о разграблении российскими войсками около 40 музеев на оккупированных территориях. В частности, в Донецк были вывезены более 2000 экспонатов трёх мариупольских музеев (в том числе картины Куинджи и Айвазовского), а также коллекция Мелитопольского краеведческого музея (в том числе скифское золото). Перед выходом из Херсона российские войска вывезли в Крым экспонаты двух основных музеев города — краеведческого и художественного, а также часть собрания областной научной библиотеки. В целом из Херсона было вывезено более 15 тысяч экспонатов (из которых около 10 000 — из художественного музея), а по более новым данным — даже более 33 тысяч. Вывоз культурных ценностей из Украины стал крупнейшей их кражей со времён Второй мировой войны.

### Мемориалы, места погребений

Памятник Тарасу Шевченко в Бородянке

1 марта 2022 года при российском обстреле Киевской телебашни пострадал строящийся Мемориальный центр Холокоста «Бабий Яр». Повреждения получили музей при центре и бывшая контора прилегающего кладбища — памятник XIX века.
23 марта российская армия обстреляла Мемориал жертвам тоталитаризма в Харькове. По данным Польского агентства печати, никакие другие объекты в этом районе обстрелу не подвергались, что указывает на целенаправленный удар по кладбищу. В одном из погребений застрял снаряд от реактивной системы залпового огня «Смерч», по-видимому, содержавший кассетные элементы.
26 марта российскими обстрелами был повреждён мемориал жертвам нацизма в Дробицком Яру на окраине Харькова.

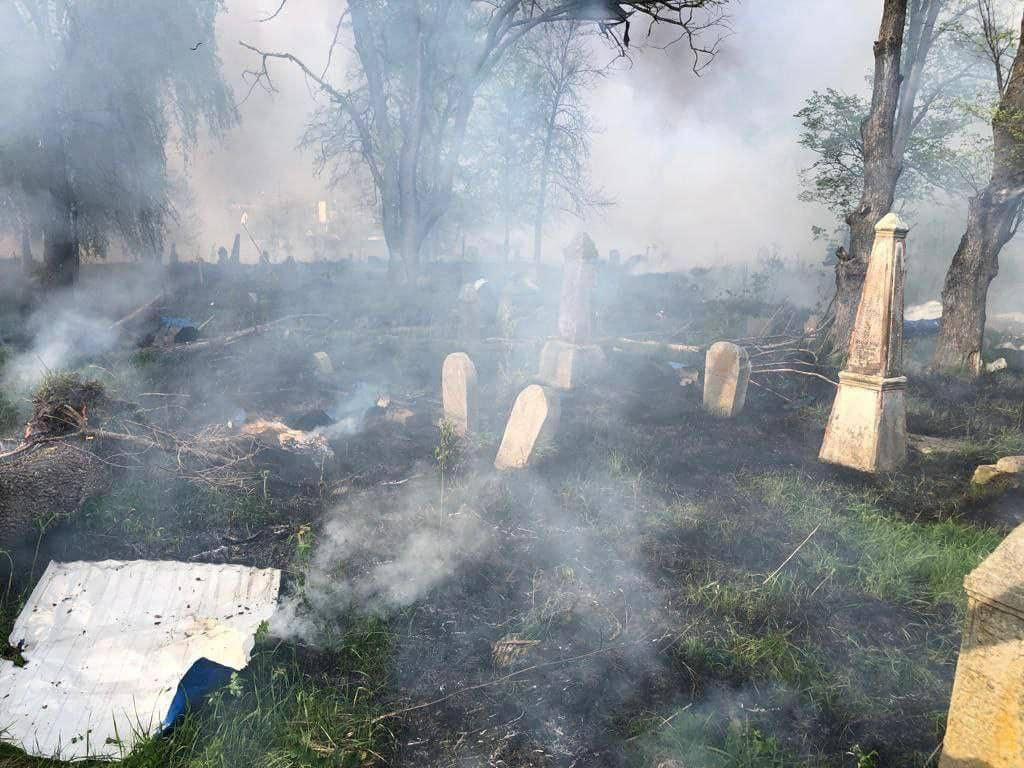
Еврейское кладбище в Глухове после обстрела 8 мая 2022

8 мая от российского ракетного удара пострадало еврейское кладбище в Глухове (Сумская область).
По состоянию на июль уничтожены не менее 7 братских могил советских солдат, погибших в Великой Отечественной войне.
ЮНЕСКО сообщает об уничтожении или повреждении братской могилы с памятником погибшим в Великой Отечественной войне в Буче, памятника Тарасу Шевченко и статуи архангела Михаила в Бородянке, двух памятников погибшим во Второй мировой войне, памятника воинам-афганцам и погибшим солдатам Вооружённых сил Украины в Киевской области, памятников митрополиту Игнатию и Владимиру Короленко в Мариуполе, памятника воинам-афганцам в Донецкой области, братской могилы советских солдат и памятника в Великой Писаревке, памятника 183-й танковой бригаде в Сумской области, мемориала Славы в Харькове, а также мемориала на кладбище в Чернигове.
Российская армия и оккупационные власти целенаправленно уничтожили, в частности, мемориал жертвам Голодомора в Мариуполе и мемориал Василию Слипаку около посёлка Луганское.
При выходе из Херсона российские войска украли памятники Маргелову, Суворову, Ушакову и Потёмкину, а также прах последнего.

### Религиозные объекты

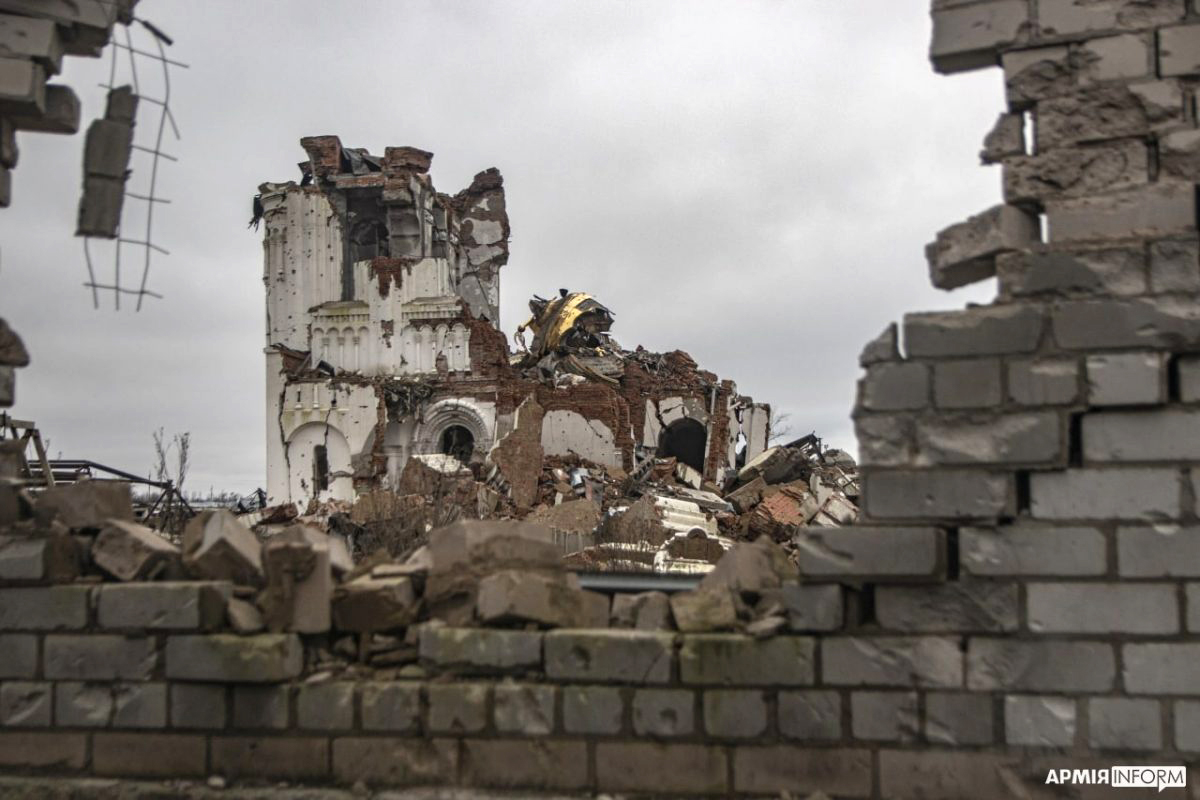
Георгиевский скит Святогорской лавры после обстрела в мае 2022 года.

После месяца войны, 25 марта, Государственная служба Украины по этнополитике и свободе совести сообщила о повреждении или разрушении не менее 59 религиозных объектов не менее чем в 8 областях (в среднем 2 объекта за день войны). Это преимущественно православные церкви.
В марте 2022 года российскими обстрелами были разрушены три деревянные церкви XIX века: церковь Рождества Богородицы в Вязовке (Житомирская область), Георгиевская церковь в Заворичах (Киевская область) и церковь Вознесения Господня в Лукьяновке (Киевская область). Все эти церкви были в пользовании УПЦ Московского Патриархата.
В Донецкой области российский авиаудар 12 марта 2022 года повредил Святогорскую лавру и ранил несколько укрывавшихся там людей. 4 мая российская армия обстреляла лавру снова, ранив 7 людей. 8 мая обстрел повторился; был разрушен Георгиевский скит лавры. 4 июня в результате обстрелов сгорел главный храм Всехсвятского скита Святогорской лавры, крупнейший деревянный храм Украины. В Мариуполе 15 марта было разрушено здание управления Донецкой епархии Православной церкви Украины.
В Харькове, по данным Государственной службы Украины по этнополитике и свободе совести, 1 марта российская ракета попала в курию Харьковско-Запорожского диоцеза Римско-католической церкви, 2 марта обстрелы повредили Успенский собор, храм святых Жён-Мироносиц и университетский Антониевский храм УПЦ Московского патриархата, 6 марта в Харьковской области был частично разрушен баптистский дом молитвы в Изюме, 10 марта повреждена Харьковская хоральная синагога (самая большая в стране), в ночь на 12 марта пострадал храм царицы Тамары УПЦ МП в Харькове (Пятихатки), 15 марта ракета попала в иешиву местной еврейской общины, в ночь на 17 марта обломками снарядов повреждён храм Смоленской иконы УПЦ МП.
В Чернигове, по данным Минкульта Украины, получил повреждения ансамбль Троицко-Ильинского монастыря. Пострадали также Воскресенская, Екатерининская и Казанская церкви, мемориальное кладбище с часовней архангела Михаила; полуразрушена церковь святителя Феодосия. Храмы XI-XII веков в Черниговском детинце, несмотря на его бомбардировки, серьёзно не пострадали. Значительно повреждена Вознесенская церковь в селе Лукашовка Черниговской области. В церкви был штаб российских войск; впоследствии на её территории было найдено множество боеприпасов и тела убитых российскими солдатами людей.

### Другие объекты

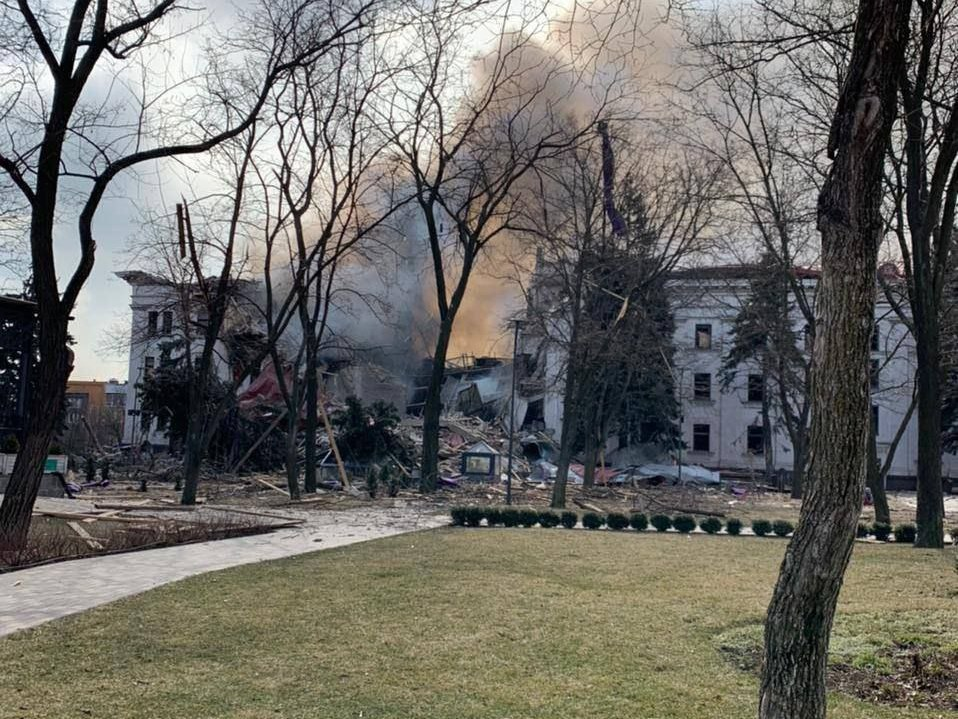
Драматический театр в Мариуполе после российского авиаудара 16 марта 2022 года, когда в нём находились около 1300 человек

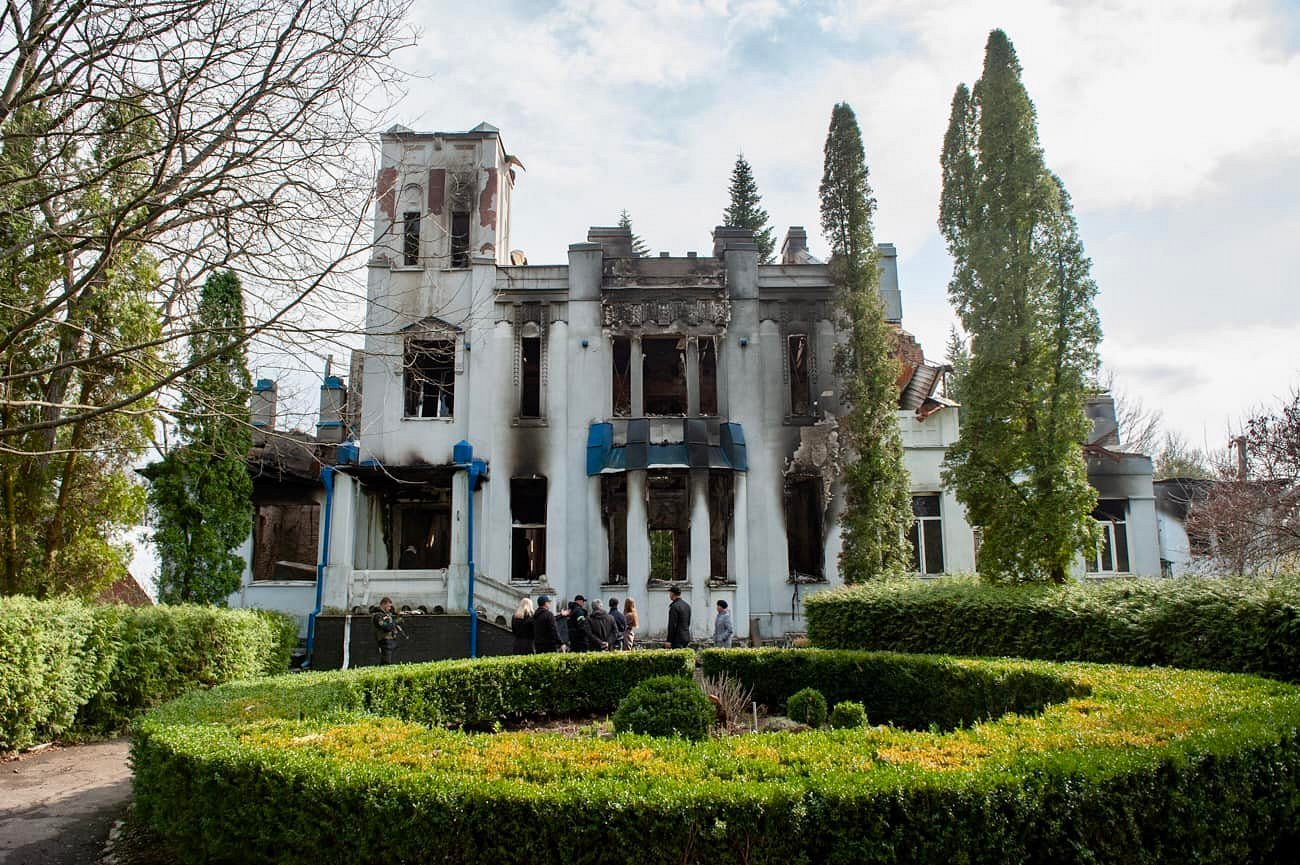
Дом управляющего поместьями Леопольда Кёнига в Тростянецком парке (памятник архитектуры национального значения) после боёв за Тростянец

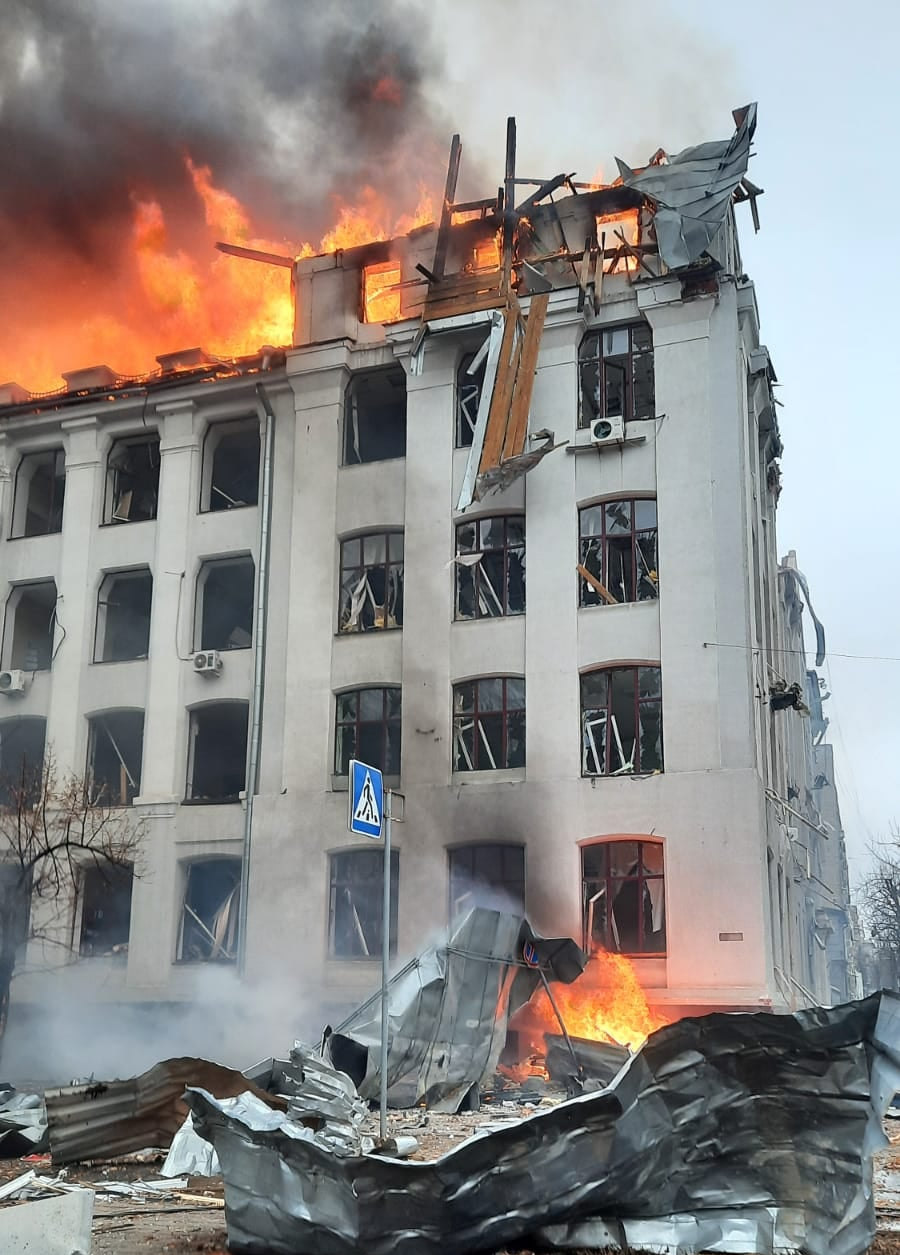
Здание Экономического факультета ХНУ (памятник градостроительства и архитектуры местного значения, бывший Дом Наркомтруда) после ракетного удара 2 марта 2022

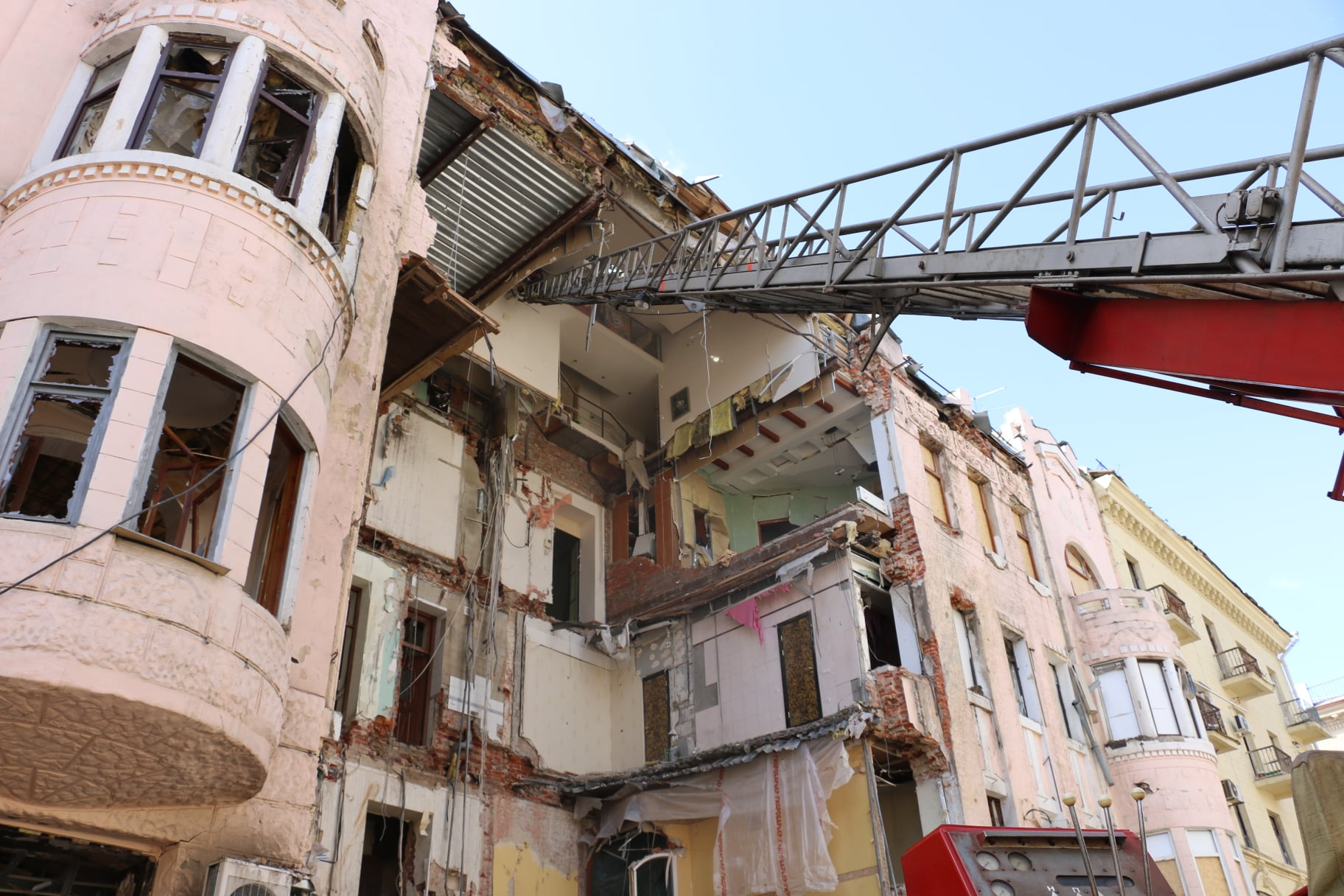
Доходный дом Масловского (памятник архитектуры местного значения) после авиаудара 14 марта 2022

16 марта 2022 года российским авиаударом был в значительной степени разрушен Донецкий академический областной драматический театр, расположенный в Мариуполе и построенный в 1960 году. В городе уничтожен или повреждён и ряд других советских и дореволюционных архитектурных памятников: по словам мэра Мариуполя, уже к середине марта в городе не было ни одного целого здания.
15 марта при обстреле Киева пострадал Лукьяновский народный дом начала XX века, где располагается Киевская малая опера.
1 мая в Луганской области от российского обстрела полностью сгорела Лисичанская многопрофильная гимназия, входившая в сотню лучших школ страны и расположенная в здании XIX века, — части ансамбля бельгийского архитектурного наследия города.
В Сумской области повреждена усадьба XVIII—XIX веков в Тростянце, сгорел дом управляющего поместьями Леопольда Кёнига в Тростянецком парке (памятник архитектуры национального значения, место расположения лесной научно-опытной станции). Пострадал дом культуры в Ахтырке (дореволюционный народный дом) и здание Ахтырского городского совета.
Один из наиболее пострадавших от войны городов — Харьков, где разрушено не менее 30 объектов культурного наследия. Так, 1 марта ракетным ударом было разрушено здание Харьковской облгосадминистрации, а на следующий день — здания областного управления полиции (одно из крупнейших в городе зданий сталинской эпохи) и экономического факультета Харьковского университета (бывший Дом Наркомтруда). Повреждены Харьковский театр оперы и балета, Дворец труда, здание бывших Судебных установлений, дом «Слово», доходный дом Масловского, историческое здание магазина «Люкс» и другие объекты. В Харьковском художественном музее и научной библиотеке имени Короленко взрывами были выбиты окна, и воздействие внешнего климата угрожает экспонатам и книгам.

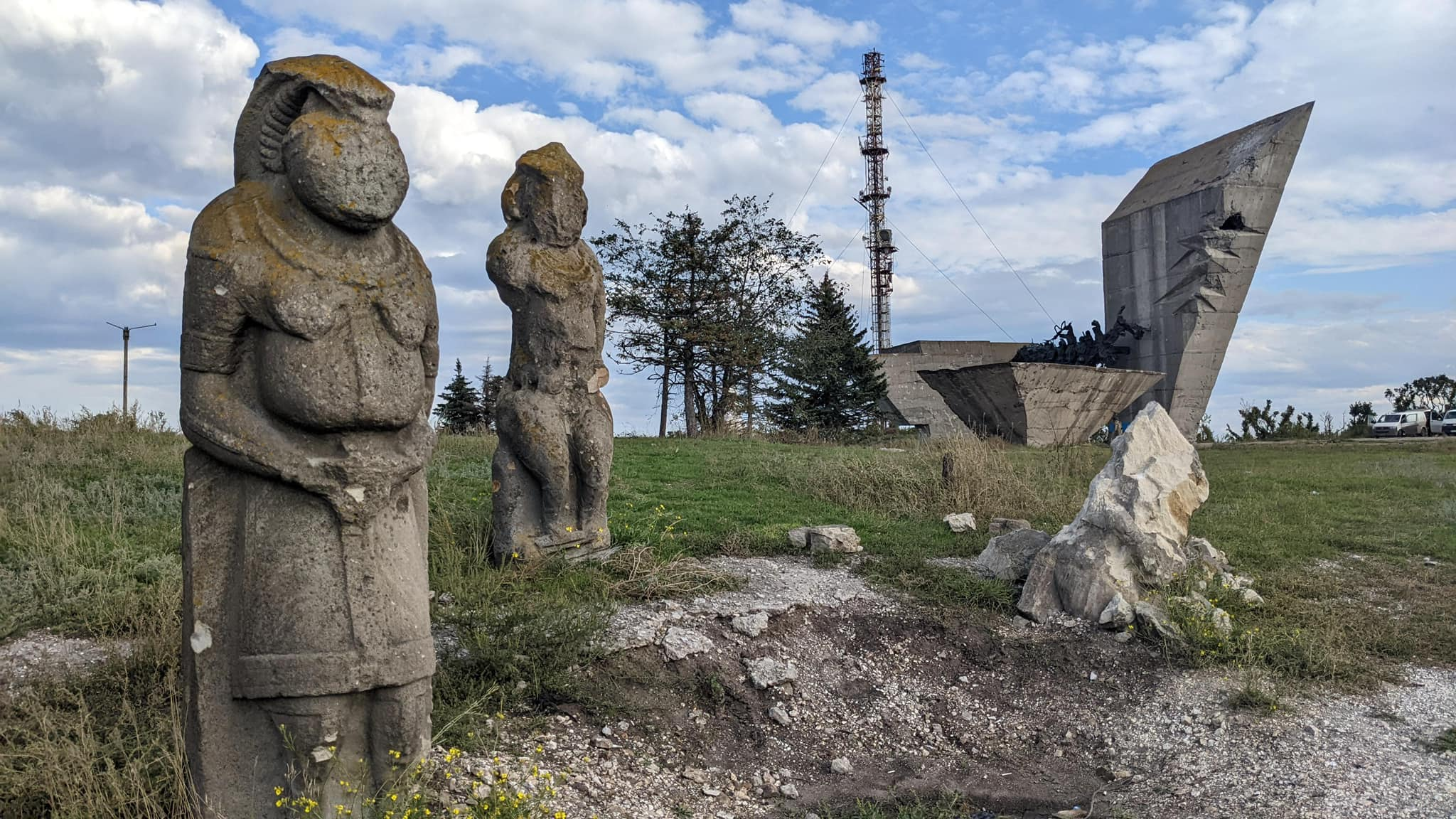
Гора Кременец в Изюме. Справа — разбитая снарядом половецкая каменная баба и частично разрушенный памятник героям Великой Отечественной войны.

Другой сильно пострадавший город Харьковской области — Изюм, в битве за который были повреждены или уничтожены исторические здания, мемориал в честь героев Великой Отечественной войны и половецкие каменные бабы 9—13 веков.

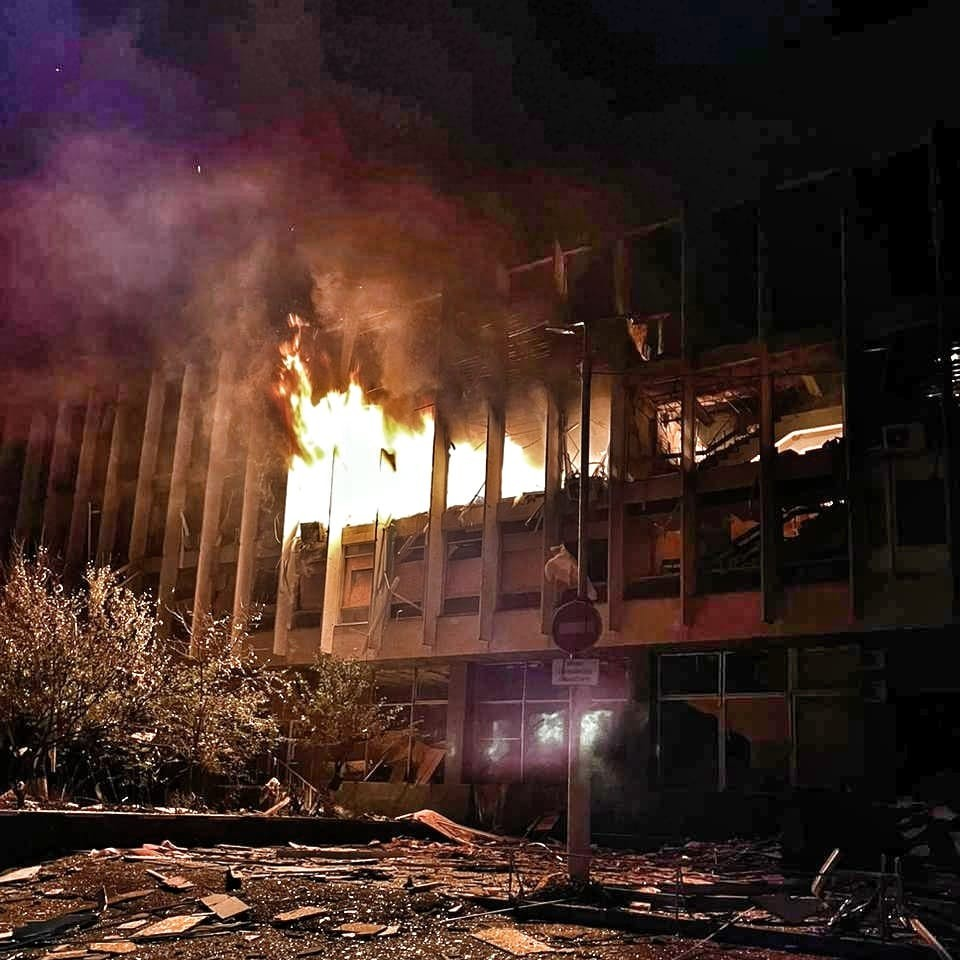
Херсонская областная универсальная научная библиотека имени Олеся Гончара после обстрела 12 ноября 2023 года

В Чернигове, который с начала войны находился в блокаде, 27 февраля ракетным ударом был частично разрушен дом кинотеатра имени Щорса, а 11 марта — дом Тарновского, где размещалась областная библиотека для юношества. Сообщалось также о повреждении гостиницы «Украина», дома окружного суда и центральной городской библиотеки имени Коцюбинского. 30 марта подверглась обстрелу и была повреждена областная научная библиотека имени Короленко, расположенная в здании Дворянского и крестьянского поземельного банка.
Множество объектов культурного наследия Херсонской и Николаевской областей оказались под угрозой после разрушения Каховской ГЭС. По данным Министерства культуры Украины, это касается 147 учреждений культуры и художественного образования (по состоянию на 13 июня 2023 года). Наводнение затронуло 11 памятников архитектуры в Херсоне и Новой Каховке. По данным лаборатории мониторинга украинского наследия HeMo, пострадали 22 археологических памятника, 18 архитектурных достопримечательностей (включая ансамбль самой электростанции), 10 библиотек и 5 музеев.
6 июля 2023 года российская армия нанесла удар по Львову, в результате чего пострадали исторические здания, являющиеся частью буферной зоны объекта Всемирного наследия ЮНЕСКО в Украине — Исторического центра Львова. 20 июля очередным ударом были повреждены здания в буферной зоне исторического центра Одессы. 23 июля по Одессе был нанесён ещё более масштабный удар, повредивший 25 памятников архитектуры. Частично разрушен Спасо-Преображенский собор, крупнейший в городе.

## Реакция
Украинские ученые выразили обеспокоенность по поводу «разворачивающейся культурной катастрофы», которую поддержал президент и главный исполнительный директор J. Paul Getty Trust Джеймс Куно.
В заявлении Куно осуждаются культурные злодеяния, совершаемые в Украине, наряду с человеческими жертвами и разрушением окружающей среды, и говорится, что защита и сохранение культурного наследия является основной ценностью. Инициатива Смитсоновского института по сохранению культурного наследия поддерживает контакт с жителями Украины, прошедшими обучение в этой области.
7 марта 2022 года, после сообщений о бомбардировке Россией Мемориального центра Холокоста в Бабьем Яру, Центр Симона Визенталя призвал ЮНЕСКО предпринять немедленные шаги для защиты всех религиозных и культурных объектов в Украине. Центр Визенталя также призвал запретить России проводить конференцию всемирного наследия, запланированную на конец 2022 года, из-за российского вторжения.
9 марта Министерство культуры и информационной политики Украины объявило о сборе информации про разрушение объектов культурного наследия Украины. 5 апреля Украинский культурный фонд запустил интерактивную карту культурных потерь.

## Интернет-архив культурного наследия
1 марта 2022 года волонтёры запустили международный проект по архивированию электронного украинского культурного наследия, которое находится под угрозой уничтожения из-за российского вторжения (например, из-за уничтожения серверов). Интернет-архив поддерживает различные усилия по сохранению, в том числе инициативу «Сохранение украинского культурного наследия в Интернете» (SUCHO), начатую 1 марта 2022 года.
SUCHO возникло по инициативе трёх учёных из Стэнфордского университета, Университета Тафтса и Австрийского центра цифровых гуманитарных наук и культурного наследия, которые связались в Твиттере в конце февраля 2022 года. Группу поддержали грантами Ассоциация компьютеров и гуманитарных наук и Европейская ассоциация цифровых гуманитарных наук, а также Amazon и DigitalOcean. В проекте участвуют более 1000 библиотекарей, архивистов и исследователей; к его реализации подключились Украинский научный институт Гарвардского университета и Альбертский университет. За первые две недели было заархивировано более 1500 веб-сайтов, цифровых выставок, изданий открытого доступа и других интернет-ресурсов организаций культуры Украины. Общий объём данных на тот момент составил 3 терабайта, а по состоянию на 8 апреля достиг 25 терабайт.